# Томаш Мічола
Томаш Мічола (чеськ. Tomáš Mičola, нар. 26 вересня 1988, Острава) — чеський футболіст, що грав на позиції півзахисника. Відомий за виступами в чеських клубах «Банік» та «Славія», французькому клубі «Брест», а також у складі збірної Чехії віком до 20 років, у складі якої став срібним призером молодіжного чемпіонату світу, та молодіжної збірної Чехії.

## Клубна кар'єра
Томаш Мічола народився 1988 року в місті Острава. Розпочав займатися футболом у юнацькій команді клубу «Опава», пізніше перейшов до школи футбольного клубу «Банік». У дорослому футболі дебютував 2006 року в складі команди «Банік», в якій швидко став одним із гравців основи, і до 2010 року зіграв у складі команди 97 матчів чемпіонату. У 2010 році футболіст перейшов до складу французької команди «Брест», проте там він не зумів стати гравцем основного складу команди, та зігра лише 18 матчів за 2 роки. У 2012 році Мічола повернувся на батьківщину до клубу «Славія», проте й у цьому клубі не став гравцем основного складу, й за 3 роки зіграв у складі празького клубу лише 27 матчів.
У 2015 році Томаш Мічола повернувся до клубу «Банік», в якому грав до 2018 року. Після 2018 року футболіст грав у нижчолігових клубах «Детмаровіце», «Одра» (Петржковіце) та «Граніце», а також у фарм-клубі «Опава-2», у якому виконував роль граючого тренера.

## Виступи за збірні
У 2003 році Томаш Мічола дебютував у складі юнацької збірної Чехії віком до 16 років, та до 2007 року грав у складі юнацької збірної різних вікових груп. У 2007 році Мічола у складі збірної Чехії віком до 20 років став срібним призером молодіжного чемпіонату світу.
Протягом 2007—2011 років Мічола грав у складі складу молодіжної збірної Чехії, на молодіжному рівні зіграв у 5 матчах збірної.